# Кольте
Кольте (перс. قلته) — село в Ірані, у дегестані Салеган, у Центральному бахші, шагрестані Хомейн остану Марказі. За даними перепису 2006 року, його населення становило 0 осіб.

## Клімат
Середня річна температура становить 13,93 °C, середня максимальна – 33,18 °C, а середня мінімальна – -9,14 °C. Середня річна кількість опадів – 208 мм.
| Клімат поселення                              | Клімат поселення | Клімат поселення | Клімат поселення | Клімат поселення | Клімат поселення | Клімат поселення | Клімат поселення | Клімат поселення | Клімат поселення | Клімат поселення | Клімат поселення | Клімат поселення | Клімат поселення |
| Показник                                      | Січ.             | Лют.             | Бер.             | Квіт.            | Трав.            | Черв.            | Лип.             | Серп.            | Вер.             | Жовт.            | Лист.            | Груд.            |                  |
| Середній максимум, °C                         | 9,90             | 12,40            | 17,76            | 23,05            | 26,99            | 31,18            | 33,18            | 32,52            | 28,52            | 22,78            | 16,70            | 10,42            |                  |
| Середня температура, °C                       | 0,37             | 2,88             | 8,23             | 13,53            | 17,46            | 21,65            | 26,34            | 25,68            | 21,68            | 15,94            | 9,86             | 3,58             |                  |
| Середній мінімум, °C                          | −9,14            | −6,65            | −1,3             | 4,00             | 7,94             | 12,13            | 19,51            | 18,84            | 14,84            | 9,10             | 3,01             | −3,26            |                  |
| Норма опадів, мм                              | 36               | 33               | 37               | 24               | 16               | 2                | 2                | 1                | 0                | 7                | 21               | 29               |                  |
| Середньомісячна швидкість вітру, м/с          | 1.61             | 2.04             | 2.69             | 2.97             | 2.86             | 2.56             | 2.55             | 2.38             | 2.23             | 2.17             | 1.91             | 1.73             |                  |
| Середньомісячна сонячна радіація, кДж/м²·день | 9680             | 13027            | 15519            | 18783            | 22571            | 26623            | 25709            | 24389            | 21411            | 16067            | 11385            | 9292             |                  |
| --------------------------------------------- | ---------------- | ---------------- | ---------------- | ---------------- | ---------------- | ---------------- | ---------------- | ---------------- | ---------------- | ---------------- | ---------------- | ---------------- | ---------------- |
| Джерело:                                      |                  |                  |                  |                  |                  |                  |                  |                  |                  |                  |                  |                  |                  |